# 西娜·弗赖
西娜·弗赖（德語：Sina Frei，1997年7月18日—），瑞士女子自行车运动员，2018年世界山地自行车锦标赛团体接力赛金牌得主、2020年世界山地自行车锦标赛团体接力赛铜牌得主、2020年夏季奥林匹克运动会女子越野赛银牌得主。